# Belassel Bouzegza
Belassel Bouzegza (în arabă بلعسل بوزقزة sau بلحاسل) este o comună din provincia Relizane, Algeria.
Populația comunei este de 14.074 de locuitori (2008).